# تپه مشول
تپه مشول در شهرستان شوشتر، روستای دیلم جدید واقع شده و این اثر در تاریخ ۵ آذر ۱۳۸۰ با شمارهٔ ثبت ۴۳۰۲ به‌عنوان یکی از آثار ملی ایران به ثبت رسیده است.